# GWR Leo Class
GWR Leo Class — товарный паровоз с осевой формулой 1-2-0 брюнелевской колеи Большой западной железной дороги, разработанный Дэниелом Гучем. Паровозы этого типа вошли в строй в январе 1841—июле 1842 годов и были списаны в сентябре 1864—июне 1874-го.
Паровозы этого типа были первыми на дороге локомотивами со спаренными колёсами. Несмотря на то, что проектировались как товарные, они водили и пассажирские поезда. Все паровозы были переделаны в 1-2-0 с седельным танком.
Паровозы строили три разных завода, каждый со своим стилем именования. Первые три локомотива, построенные R and W Hawthorn, названы по могучим животным, следующие три (производства Fenton, Murray and Jackson) — по вулканам, последние 12 паровозов с завода Rothwell and Company — по 12 знакам зодиака.

## Список паровозов
| Имя       | Завод                      | Номер | Построен      | Списан        | Примечания |
| --------- | -------------------------- | ----- | ------------- | ------------- | --- |
| Слон      | R. & W. Hawthorn & Co.     | 319   | январь 1841   | декабрь 1870  | |
| Бизон     | R. & W. Hawthorn & Co.     | 320   | март 1841     | апрель 1865   | |
| Дромадер  | R. & W. Hawthorn & Co.     | 321   | март 1841     | декабрь 1866  | |
| Гекла     | Fenton, Murray and Jackson | 35    | апрель 1841   | сентябрь 1864 | |
| Стромболи | Fenton, Murray and Jackson | 36    | апрель 1841   | июль 1870     | |
| Этна      | Fenton, Murray and Jackson | 37    | июнь 1841     | декабрь 1870  | |
| Овен      | Rothwell and Company       | 66    | июнь 1841     | июнь 1871     | |
| Телец     | Rothwell and Company       | 67    | июль 1841     | декабрь 1870  | 18 декабря 1848 года открыл движение по железной дороге Южного Девона от Ньютон-эббот до Торре.                                                         |
| Близнецы  | Rothwell and Company       | 68    | сентябрь 1841 | март 1866     | |
| Рак       | Rothwell and Company       | 69    | октябрь 1841  | июнь 1874     | |
| Лев       | Rothwell and Company       | 70    | октябрь 1841  | декабрь 1870  | |
| Дева      | Rothwell and Company       | 71    | декабрь 1841  | декабрь 1870  | |
| Весы      | Rothwell and Company       | 72    | февраль 1842  | июнь 1871     | |
| Скорпион  | Rothwell and Company       | 73    | февраль 1842  | декабрь 1872  | |
| Стрелец   | Rothwell and Company       | 74    | апрель 1842   | июнь 1871     | 9 сентября 1851 года открыл движение до станции Уорминстер.                                                                                             |
| Козерог   | Rothwell and Company       | 75    | апрель 1842   | июль 1870     | 5 мая 1848 года вместе с «Рыбами» провёл первый поезд между станциями Тотнес и Лэйра — временным терминалом железной дороги Южного Девона в Плимуте.    |
| Водолей   | Rothwell and Company       | 76    | июнь 1842     | июль 1870     | |
| Рыбы      | Rothwell and Company       | 77    | июль 1842     | июнь 1874     | 5 мая 1848 года вместе с «Козерогом» провёл первый поезд между станциями Тотнес и Лэйра — временным терминалом железной дороги Южного Девона в Плимуте. |

## Известные происшествия
24 декабря 1841 года «Гекла» вела так называемый «багажный поезд» (пассажирские и грузовые вагоны) и в Соннингской выемке близ Рединга въехала в оползень и сошла с рельсов, в результате чего погибли 8 пассажиров. В ходе коронерского расследования смертей присяжные определили «смерть в результате несчастного случая» и постановили конфисковать в доход Господа паровоз, тендер и вагоны как причинившие смерть. Конфискация была затем отменена.